# Reserva natural nacional del Bosque de Oriente
La reserva natural nacional del Bosque de Oriente (RNN154) es una reserva natural nacional situada en Champaña-Ardenas, en la región del Gran Este en Francia. Se encuentra dentro del Parque natural regional del Bosque de Oriente, fue creada en 2002 y protege 1560 hectáreas de zonas lacustres y forestales.

## Localización

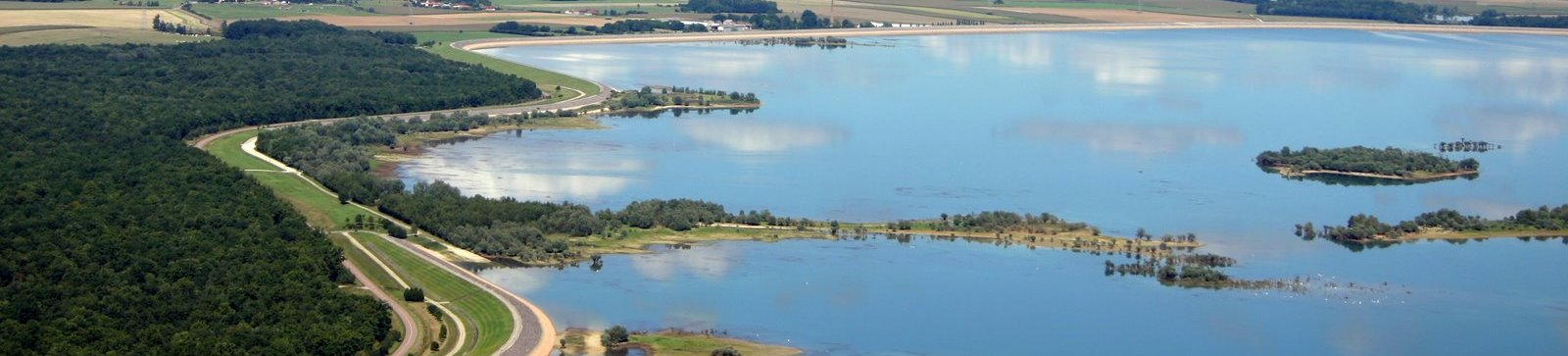
Lago Temple

El territorio de la reserva natural se encuentra en el departamento de Aube en los municipios de Amance, Brévonnes, Mathaux, Piney y Radonvilliers dentro del parque natural Regional del bosque de Oriente y 25 km al este de Troyes. Incluye parte de los lagos de Oriente, Amance y de Temple.

## Historia del sitio y la reserva
Los grandes lagos del Bosque del Oriente se establecieron en la década de 1960 para proteger a París de las inundaciones. Su finalización en la década de los noventa permitió el establecimiento de entornos naturales periféricos vinculados a su presencia. La protección de estos entornos fue garantizada por la creación de la reserva natural en 2002.

## Ecología

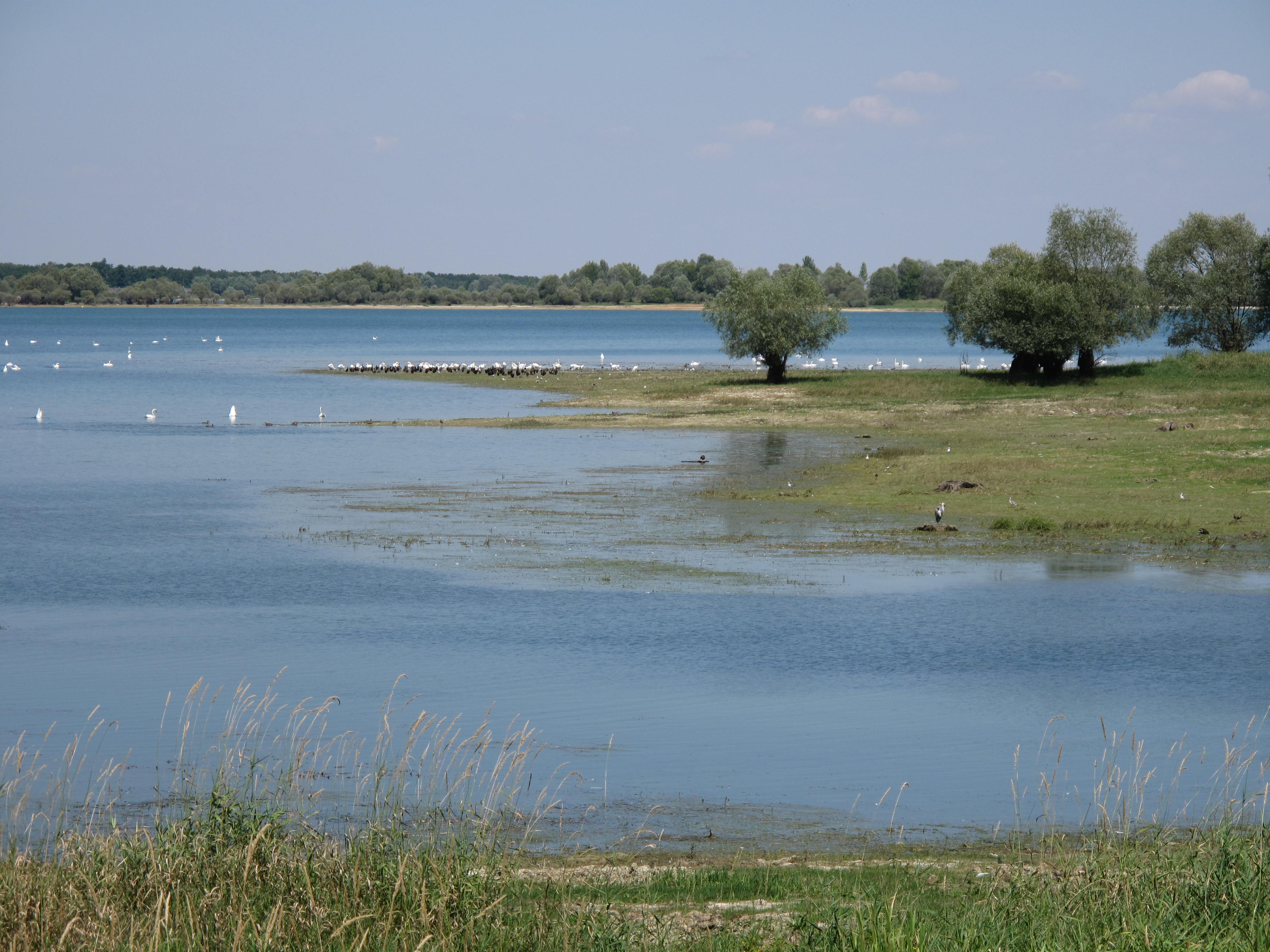
Vista desde el observatorio Valois

El interés del sitio radica en su ubicación en las rutas migratorias de varias especies de aves acuáticas. Existen principalmente 3 tipos principales de entornos :
- ambientes lacustres con un nivel de agua fluctuante que genera áreas de marismas ;
- ambientes de pradera escalonados según su humedad (prados, cañaverales) ;
- Entornos forestales formados por bosques de robles y carpes.

El conjunto crea hábitats muy variados

### Flora

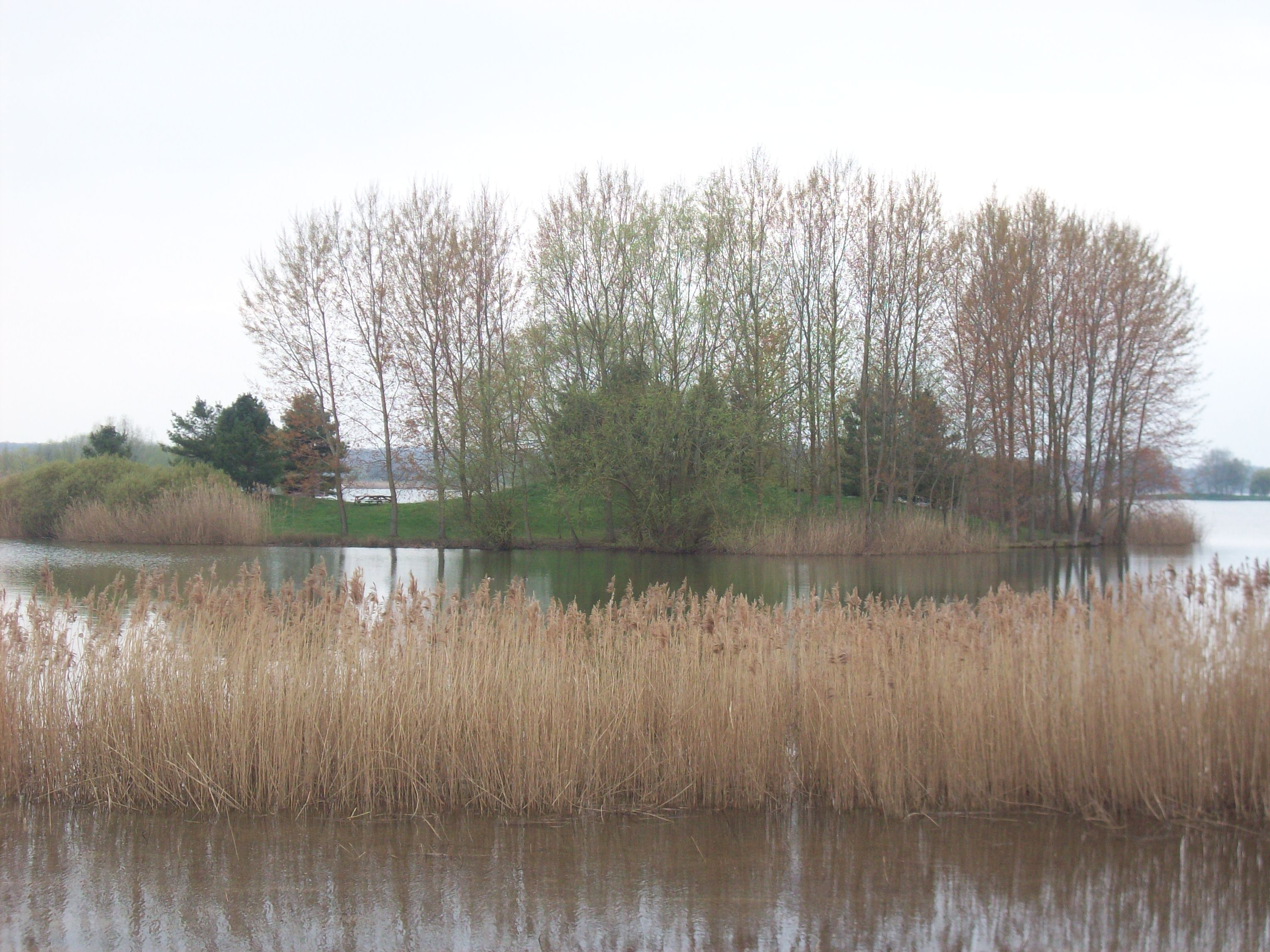
Cañaveral en el lago Amance

Las variaciones en el nivel del agua de los lagos y las marismas resultantes crean ambientes muy ricos que albergan flora acuática. Hay especies notables como Ranunculus lingua (duela mayor o ranúnculo de las cañas)  o Pulicaria vulgaris .

### Fauna silvestre
Los mamíferos que frecuentan el sitio suman alrededor de 40 especies, hay 24 especies patrimoniales, incluidas 16 especies de murciélagos. Entre las especies protegidas, podemos mencionar el gato montés, el turón, los murciélagos barbastella y la nutria europea.
El sitio es conocido por su notable avifauna vinculada a ambientes acuáticos o forestales. Tiene más de 200 especies, 92 de las cuales se reproducen. Entre las especies migratorias se encuentran la cigüeña negra, los gansos de frente blanca y ganso gris, el cisne de Bewick, la cerceta de invierno, el porrón osculado, el pollo de agua, etc.
Los anfibios incluyen el sapo de vientre amarillo, la salamandra manchada y el tritón crestado. Tres especies patrimoniales de reptiles están presentes : la culebra de collar y el lagarto vivíparo .
El sitio es muy rico en escarabajos (800 especies inventariadas) y libélulas.

## Interés turístico y educativo

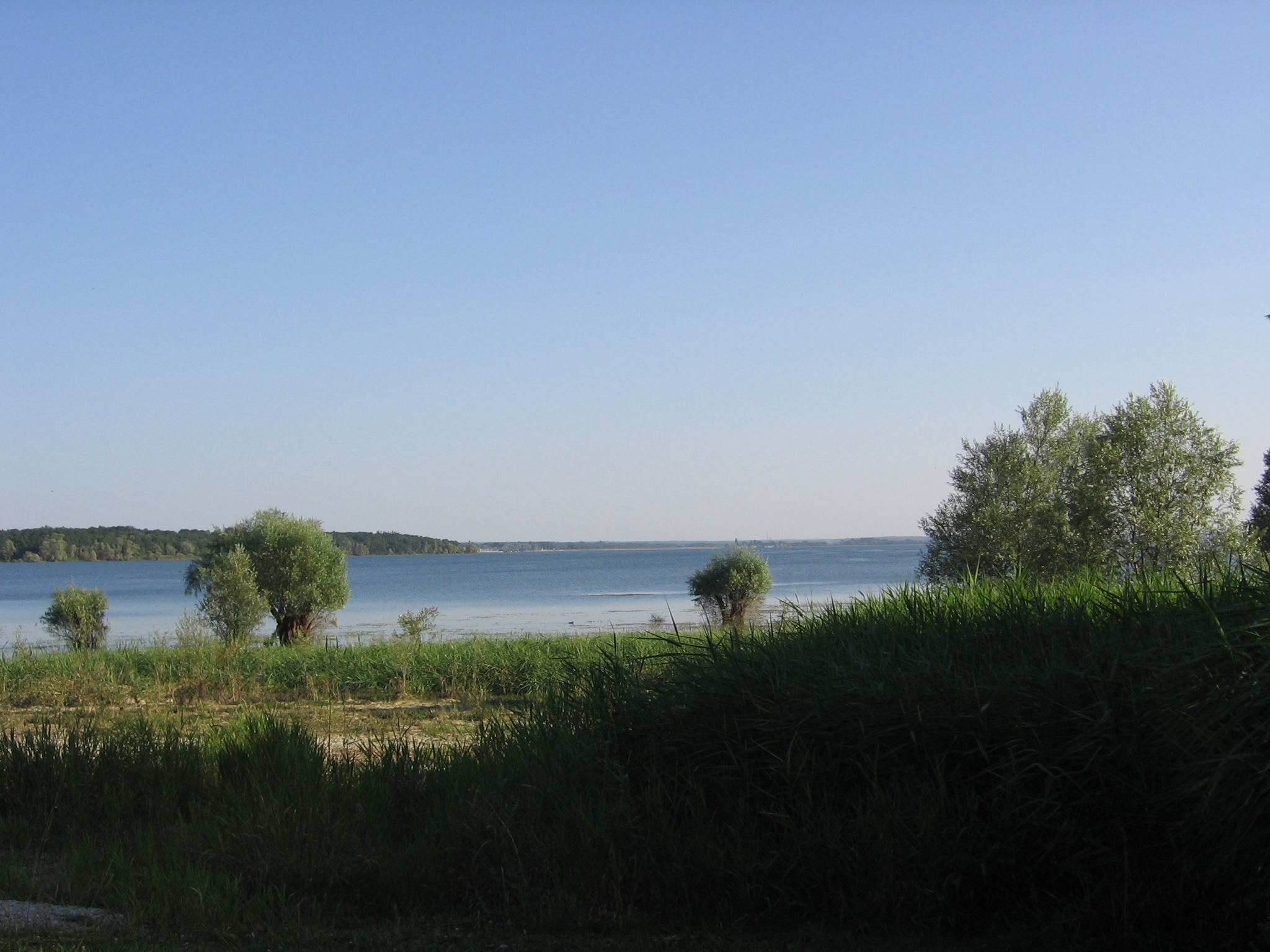
Lago de Oriente

El interior de la reserva natural está cerrado al público. Sitios en las afueras, como el observatorio de Valois, permiten a los visitantes observar, sin molestias, la fauna y la flora. Las salidas a los alrededores de la reserva y los artículos publicados en diversas revistas también permiten al público conocer las acciones que se llevan a cabo en la reserva. En la Maison du Parc, las cámaras de vídeo instaladas en el recinto permiten a los visitantes experimentar los aspectos más destacados de la reserva.

## Administración, plan de manejo, regulaciones
La reserva natural está gestionada por el parque natural regional del Bosque de Oriente .

### Herramientas y estatus legal
La reserva natural fue creada por un decreto de 9 de julio de 2002. Su territorio también forma parte de las siguientes zonificaciones : Área Ramsar n 5 " Estanques de la Champaña húmeda ", ZICO nº CA02, ZNIEFF tipo I nº 00639 y tipo II nº 00640, ZPS " Lagos del Bosque de Oriente ", ZSC " Bosque de Oriente ".